# Iran op de Olympische Winterspelen 1968
Tijdens de Olympische Winterspelen van 1968, die in Grenoble (Frankrijk) werden gehouden, nam Iran voor de derde keer deel.

## Deelnemers en resultaten

### Alpineskiën
| Olympiër                | Discipline       | Resultaat | Prestatie                           |
| ----------------------- | ---------------- | --------- | ----------------------------------- |
| Fayzollah Bandali       | afdaling (m)     | 68e       | 2.27,07 (+27,22)                    |
| Fayzollah Bandali       | reuzenslalom (m) | 70e       | 4.10,08 (+40,80)                    |
| Fayzollah Bandali       | slalom (m)       | dnq       | niet geplaatst voor finalewedstrijd |
| Lotfollah Kia Shemshaki | afdaling (m)     | 66e       | 2.23,60 (+23,75)                    |
| Lotfollah Kia Shemshaki | reuzenslalom (m) | 71e       | 4.12,55 (+43,27)                    |
| Lotfollah Kia Shemshaki | slalom (m)       | dnq       | niet geplaatst voor finalewedstrijd |
| Ovaness Meguerdonian    | afdaling (m)     | 69e       | 2.30,25 (+30,40)                    |
| Ovaness Meguerdonian    | reuzenslalom (m) | 73e       | 4.16,68 (+47,40)                    |
| Ovaness Meguerdonian    | slalom (m)       | dnq       | niet geplaatst voor finalewedstrijd |
| Ali Saveh Shemshaki     | afdaling (m)     | 73e       | 2.47,88 (+48,03)                    |
| Ali Saveh Shemshaki     | reuzenslalom (m) | 77e       | 4.23,72 (+54,44)                    |
| Ali Saveh Shemshaki     | slalom (m)       | dnq       | niet geplaatst voor finalewedstrijd |

Argentinië · Australië · Bondsrepubliek Duitsland · Bulgarije · Canada · Chili · Denemarken · Duitse Democratische Republiek · Finland · Frankrijk · Griekenland · Groot-Brittannië · Hongarije · IJsland · India · Iran · Italië · Japan · Joegoslavië · Libanon · Liechtenstein · Marokko · Mongolië · Nederland · Nieuw-Zeeland · Noorwegen · Oostenrijk · Polen · Roemenië · Sovjet-Unie · Spanje · Tsjecho-Slowakije · Turkije · Verenigde Staten · Zuid-Korea · Zweden · Zwitserland